# Josef Neiderhell jun.
Josef Neiderhell jun. (auch Sepp Neiderhell, * 20. Oktober 1949 in Rosenheim) ist ein deutscher Kommunalpolitiker (CSU) und von 2008 bis 2014 Landrat von Rosenheim.

## Leben
Er ist der Sohn von Josef Neiderhell sen., der von 1978 bis 1984 Landrat von Rosenheim war. Er machte sein Abitur am Sebastian-Finsterwalder-Gymnasium in Rosenheim und studierte anschließend auf Lehramt. Als Grund- und Hauptschullehrer unterrichtete Neiderhell in Brannenburg und Raubling. 1993 wurde er Schulleiter in Flintsbach. Ab 1990 Gemeinderat der CSU in Raubling, wurde er 1996 Bürgermeister von Raubling und Kreisrat in Rosenheim. Die Raublinger Tafel wurde von ihm im Jahre 2008 ins Leben gerufen.
Von 2008 bis 2014 war er Landrat in Rosenheim. Seine Arbeitsschwerpunkte nannte Bayerns Innenminister Joachim Herrmann in einem Glückwunschbrief an Neiderhell zu dessen 70. Geburtstag: „Wichtige Akzente hast Du mit dem Neubau von Berufsschulen, mit der Schaffung des Klinikverbundes Rosenheim sowie mit der Gründung des Tourismusverbandes Chiemsee-Alpenland gesetzt.“  Nicht erwähnt wird Neiderhells Bemühen, die chaotischen Zustände auf der Inntalautobahn zu mindern, was er auch mit öffentlichkeitswirksamen Aktionen betrieb und mit denen er auch auf Widerstand auf Landesebene der CSU stieß. Im Unterschied zur bayerischen Asylpolitik setzte Neiderhell sich für eine dezentrale Unterbringung von Flüchtlingen ein.
Am 1. Oktober 2013 gab er bekannt, dass er 2014 nicht mehr für das Amt des Landrats kandidieren wolle. Vom Nachbarland Tirol wurde er 2015 für seine Bemühungen um das Inntal geehrt.

## Ehrungen
- Hubertustaler des Bayerischen Jagdverbands (2013)[9]
- Tiroler Adler-Orden in Gold (2015)